# 拉薩格拉山脈

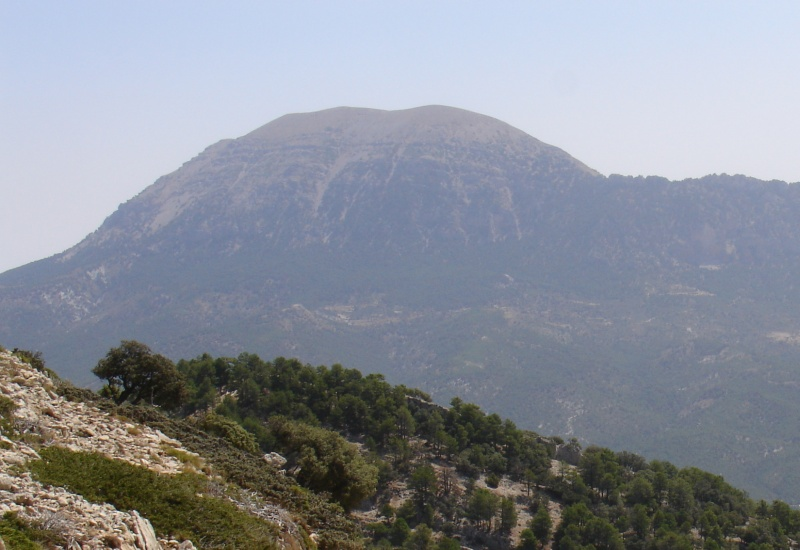

37°57′N 2°34′W / 37.950°N 2.567°W
拉薩格拉山脈（西班牙語：Sierra de La Sagra），是西班牙的山脈，位於該國南部格拉納達省，屬於薩貝蒂科山脈的一部分，海拔高度2,383米，山體在2,500萬年前形成，由石炭岩組成。